# Easter Aquhorthies

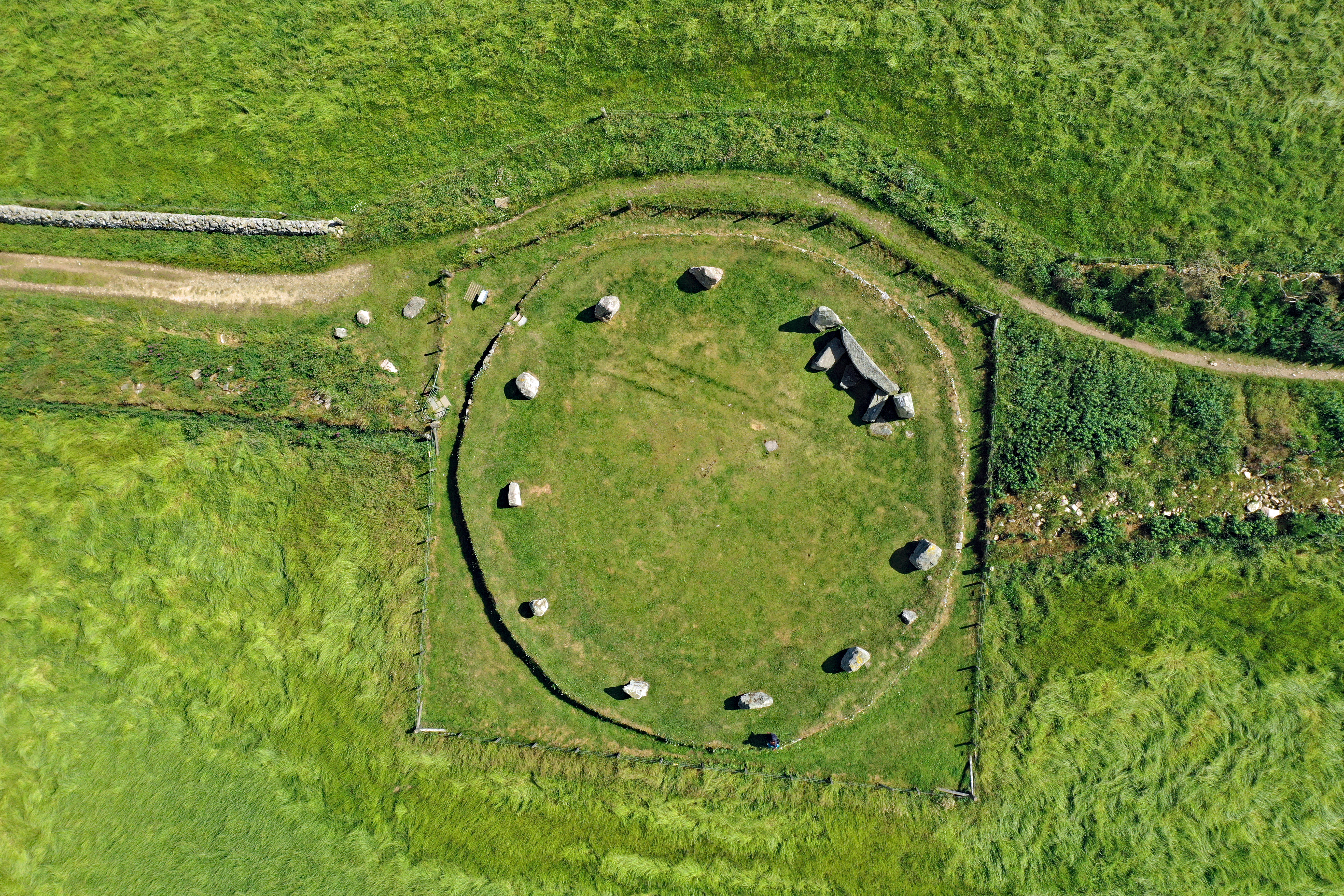
Easter Aquhorthies von oben

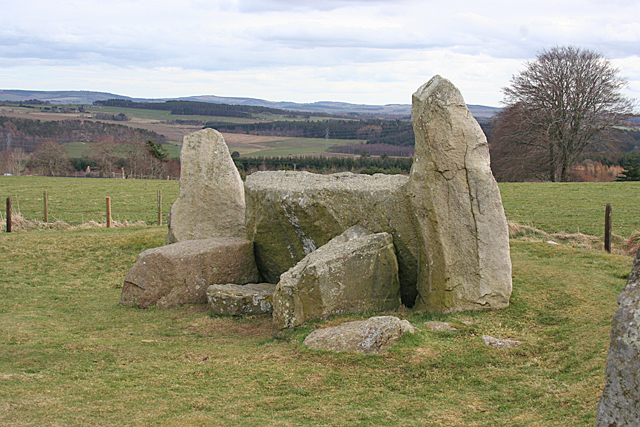
Der Liegende

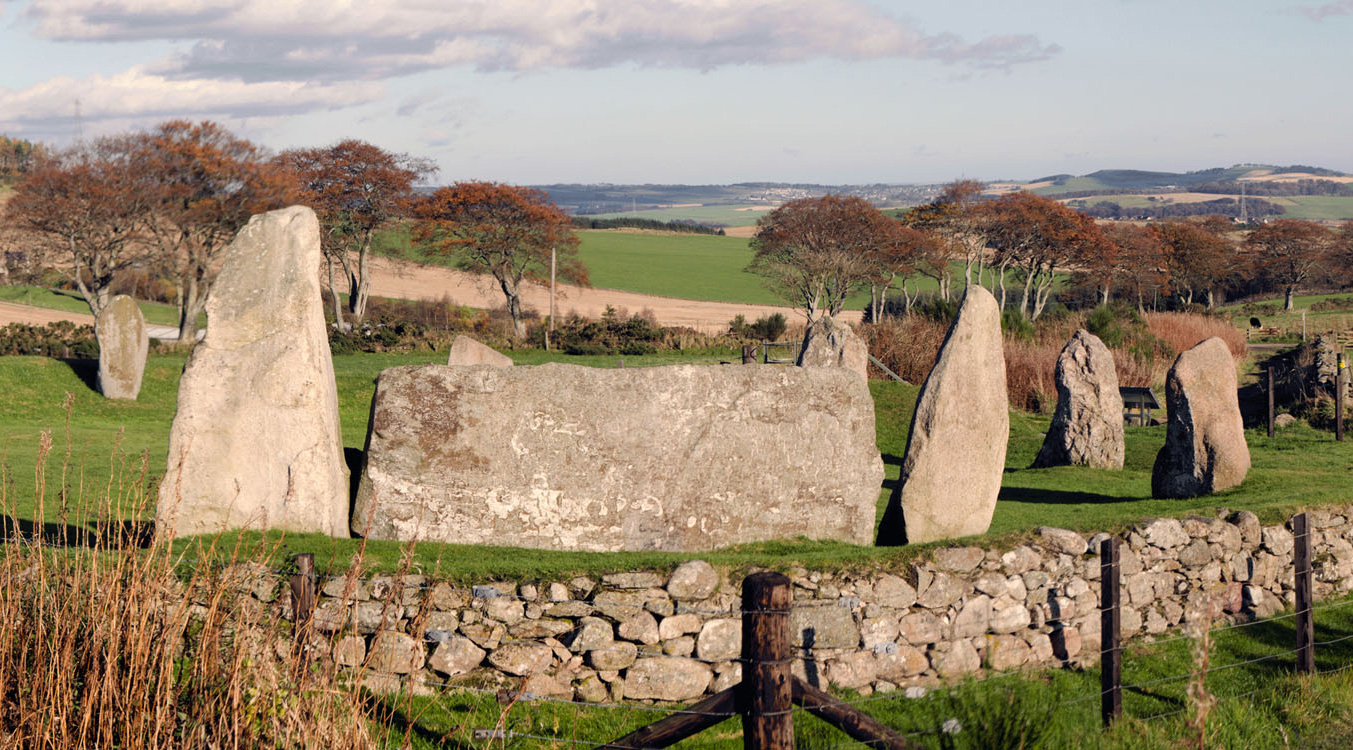
Easter Aquhorthies

Easter Aquhorthies, auch East Aquhorthies genannt, ist ein Steinkreis des Typs Recumbent Stone Circle (RSC). Easter Aquhorthies liegt etwa viereinhalb Kilometer westlich von Inverurie in Aberdeenshire in Schottland.

## Beschreibung

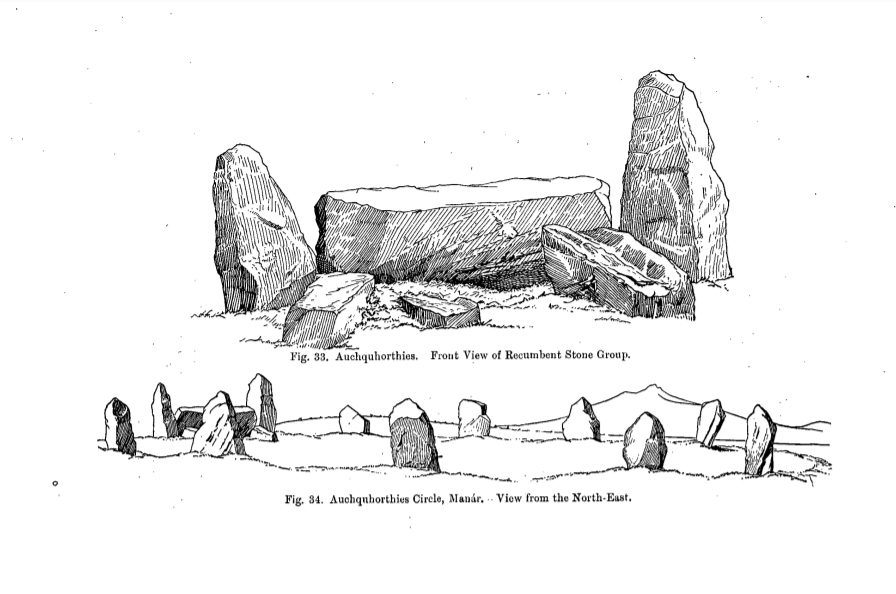
Easter Aquhorthies – Zeichn. von Frederick Rhenius Coles (1854–1929)

Die einzelnen stehenden Steine sind, wie für Kreise dieser Art üblich, nach Größe (1,7–1,1 m) und Farbe ausgewählt. Der Kreis hat einen Durchmesser von 19,5 m. Acht der Steine sind aus rosa Porphyr, der neunte ist aus rotem Jaspis. Die beiden hohen Steine, die den liegenden Stein flankieren, sind aus grauem Granit und der große ruhende Stein selbst ist aus rotem Granit.
Der Steinkreis gilt nicht zuletzt wegen seiner Lage als eines der schönsten Beispiele für den Typ des Recumbent Stone Circle in Aberdeenshire. Als Adam Welfare von der Royal Commission on the Ancient and Historical Monuments of Scotland (RCAHMS) im Jahr 1998 eine Vermessung der Anlage durchführte, war er überrascht von ihrem guten Erhaltungszustand. Als originales Beispiel eines Steinkreises mit liegendem Stein könnte er ein Alter von 3500 bis 4500 Jahren haben. Eine genaue Altersbestimmung von Steinbauten ist jedoch schwierig und abhängig von Funden, die der Epoche zugeordnet werden können, in der das Bauwerk errichtet worden ist. Im Regelfall findet man in der Mitte einer solchen kreisförmigen Anlage in Schottland die Reste einer Begräbnisstätte, die für die Datierung herangezogen werden kann. Hier ist jedoch nur ein kleiner Hügel von 25 Zentimetern Höhe, etwas versetzt vom Mittelpunkt des Kreises zu sehen. Dieser könnte der Rest eines Cairns sein. Die Anlage scheint zwar ungestört zu sein, wurde jedoch noch nicht ergraben. Auf alten Karten verzeichnete Monumente in dieser Gegend, die identisch mit dem Steinkreis sein sollten, zeigten teilweise Widersprüche zu der Situation, die Welfare vorgefunden hatte. So waren auf einigen Karten nur zehn statt der heutigen zwölf Steine zu sehen. Auf einigen alten Karten fehlte auch der horizontal liegende und von zwei aufrecht stehenden Steinen flankierte Block.
Easter Aquhorthies ist nicht zu verwechseln mit der Anlage Aquhorthies, in Banchory am linken Dee-Ufer gelegen.

## Die Steinkreise am River Dee
Es gibt fast 100 Recumbent Stone Circles in der Region Grampian in Aberdeenshire, insbesondere am River Dee. Merkmal der RSC ist ein „liegender Stein“ begleitet von zwei stehenden, hohen, oft spitz zulaufenden „Flankensteinen“, die sich innerhalb des Kreises oder nahe dem Kreis befinden. Die Steinkreise von Deeside bilden eine Gruppe von Recumbent Stone Circle (RSC). Die originalen und oft noch gut erhaltenen Anlagen wurden zwischen 2500 und 1500 v. Chr. in Aberdeenshire errichtet. Die „liegenden Steine“ liegen in der Regel im Südosten und (normalerweise) auf dem Ringverlauf und erwecken den Eindruck eines Tisches oder Altars.